# Oakdale (Minnesota)
Oakdale ist eine Stadt im US-Bundesstaat Minnesota. Sie ist im Washington County gelegen. Das U.S. Census Bureau hat bei der Volkszählung 2020 eine Einwohnerzahl von 28.303 ermittelt.

## Geografie
Oakdale gehört zur Metropolregion Minneapolis–Saint Paul im Mittleren Westen der Vereinigten Staaten. Die Stadt liegt etwa zwölf Kilometer nordöstlich von St. Paul und 24 Kilometer östlich von Minneapolis. Nach Angaben des United States Census Bureau beträgt die Fläche der Stadt 29,2 Quadratkilometer, davon sind 0,5 Quadratkilometer Wasserflächen.

## Geschichte
Die Gegend um Oakdale wurde 1848 besiedelt. Als Township wurde es 1858 organisiert und hatte eine Größe von 36 Quadratmeilen. Im 20. Jahrhundert wurden von dem Oakdale Township immer wieder Gebiete abgetrennt und bildeten eigenständige Ortschaften (Lake Elmo 1926, East Oakdale 1951, Landfall 1959, Northdale 1959). 1969 bildeten das Northdale Township, ein Teil von East Oakdale zusammen mit Oakdale ein Village. 1974 erhielt Oakdale die Stadtrechte.

### Bevölkerungsentwicklung
| 1970  | 1980   | 1990   | 2000   | 2010   | 2020   |
| ----- | ------ | ------ | ------ | ------ | ------ |
| 7.795 | 12.123 | 18.374 | 26.653 | 27.378 | 28.303 |

## Demografische Daten
Nach den Angaben der Volkszählung 2000 leben in Oakdale 26.653 Menschen in 10.243 Haushalten und 7.129 Familien. Ethnisch betrachtet setzt sich die Bevölkerung aus 92,2 Prozent weißer Bevölkerung, 2,5 Prozent asiatischen Amerikanern, 2,3 Prozent Afroamerikanern sowie anderen kleineren oder mehreren Gruppen zusammen. 2,75 Prozent der Einwohner zählen sich zu den Hispanics.
In 38,5 % der 10.243 Haushalte leben Kinder unter 18 Jahren, in 55,2 % leben verheiratete Ehepaare, in 11,1 % leben weibliche Singles und 30,4 % sind keine familiären Haushalte. 25,2 % aller Haushalte bestehen ausschließlich aus einer einzelnen Person und in 7,2 % leben Alleinstehende über 65 Jahre. Die durchschnittliche Haushaltsgröße liegt bei 2,59 Personen, die von Familien bei 3,14.
Auf die gesamte Stadt bezogen setzt sich die Bevölkerung zusammen aus 29,0 % Einwohnern unter 18 Jahren, 7,2 % zwischen 18 und 24 Jahren, 34,6 % zwischen 25 und 44 Jahren, 20,7 % zwischen 45 und 64 Jahren und 8,4 % über 65 Jahren. Der Median beträgt 34 Jahre. Etwa 53,5 % der Bevölkerung ist weiblich.
Der Median des Einkommens eines Haushaltes beträgt 56.299 USD, der einer Familie 66.680 USD. Das Pro-Kopf-Einkommen liegt bei 24.107 USD. Etwa 3,6 % der Bevölkerung und 2,9 % der Familien leben unterhalb der Armutsgrenze.

## Wirtschaft
Die Unternehmen imation und Dyneon haben ihren Unternehmenssitz in Oakdale. Insgesamt zählt die Stadt rund 8700 Beschäftigte (Council Annual Estimates 2007).

## Verkehr
Der Interstate Highway 694 verläuft durch Oakdale und wird im Süden vom Interstate 94 gekreuzt. Wichtige Hauptverkehrsstraßen sind außerdem die Minnesota State Route 5 und 36.
Nächstgelegene Flugplätze sind der Lake Elmo Airport und der St. Paul Downtown Airport. Der Minneapolis-Saint Paul International Airport befindet sich rund 22 Kilometer südwestlich der Stadt.